# Valle de los Reyes
El Valle de los Reyes (en árabe: Uadi Abwāb Al-Muluk (وادي أبواب الملوك) lit. Valle de las Puertas de los Reyes) es una necrópolis del antiguo Egipto, en las cercanías de Luxor, donde se encuentran las tumbas de la mayoría de faraones del Imperio Nuevo (dinastías XVIII, XIX y XX) y de algunos animales. Popularmente era conocido por los egipcios como Ta-sekhet-ma'at (Gran Campo).
Forma parte del conjunto denominado Antigua Tebas con sus necrópolis, declarado Patrimonio de la Humanidad por la Unesco en 1979. Se encuentra situado en la zona desértica (Desheret, la «Tierra Roja») de la orilla occidental del Nilo, frente a Tebas (moderna Luxor), en el corazón de la necrópolis. El valle se compone de dos valles, el Valle Este, donde se encuentran las tumbas enumeradas con el código KV (King's Valley), y el Valle Oeste, con las tumbas designadas con  WV (West Valley).
El valle está dominado por la colina con forma de pirámide que los egipcios llamaban Dehenet-Imenet, «la Cima de Occidente», actualmente el-Qurn; allí moraba la diosa cobra Meretseger, "La que ama el silencio", protectora de la necrópolis. Esta pirámide natural y los hipogeos del Valle recuerdan los antiguos enterramientos en las grandes pirámides de Menfis.
Por otra parte, el lugar está místicamente relacionado con los grandes templos de Tebas, en la orilla oriental del Nilo. Trazando una línea recta desde el templo de Karnak hacia el oeste, tras cruzar el río alcanza Deir el-Bahari con el templo funerario de Hatshepsut y finalmente el Valle de los Reyes, materializándose así la dualidad oriente-occidente característica de la cosmología egipcia: el este, lugar del nacimiento del sol, es el asiento de la vida, la «Tierra Negra» fértil (Kemet), territorio de Horus, dios del equilibrio y el orden, creador de la civilización egipcia; por el contrario, el oeste, por donde el sol se pone, es la «Tierra Roja» estéril, desértica, dominio de Seth el señor del inframundo y dios de los muertos.

## Orígenes: la Dinastía XVIII
El primer rey conocido que abandonó la necrópolis de Dra Abu el-Naga fue el tercer faraón de la dinastía XVIII, el gran Thutmose I, que, en torno al año 1500 a. C. (gobernó de 1504 a 1492 a. C.), encargó a su mano derecha y arquitecto real Ineni la construcción de su tumba en medio del mayor secreto. El propio Ineni se jacta de su eficacia afirmando: nadie me vio, nadie me oyó.
En un principio es posible que se pensase en el Valle de los Reyes como un cementerio familiar, no solo dedicado a los reyes. Prueba de ello son las numerosas tumbas menores, casi todas de tiempos de la dinastía XVIII, en las que sin duda debieron de ser enterrados reinas, príncipes y princesas, así como algunos nobles privilegiados y hasta las mascotas de Amenofis II (perros, monos y aves) Sería solo a partir de la fundación del Valle de las Reinas cuando la cantidad de personajes no reales enterrados en el Valle de los Reyes desciende drásticamente.

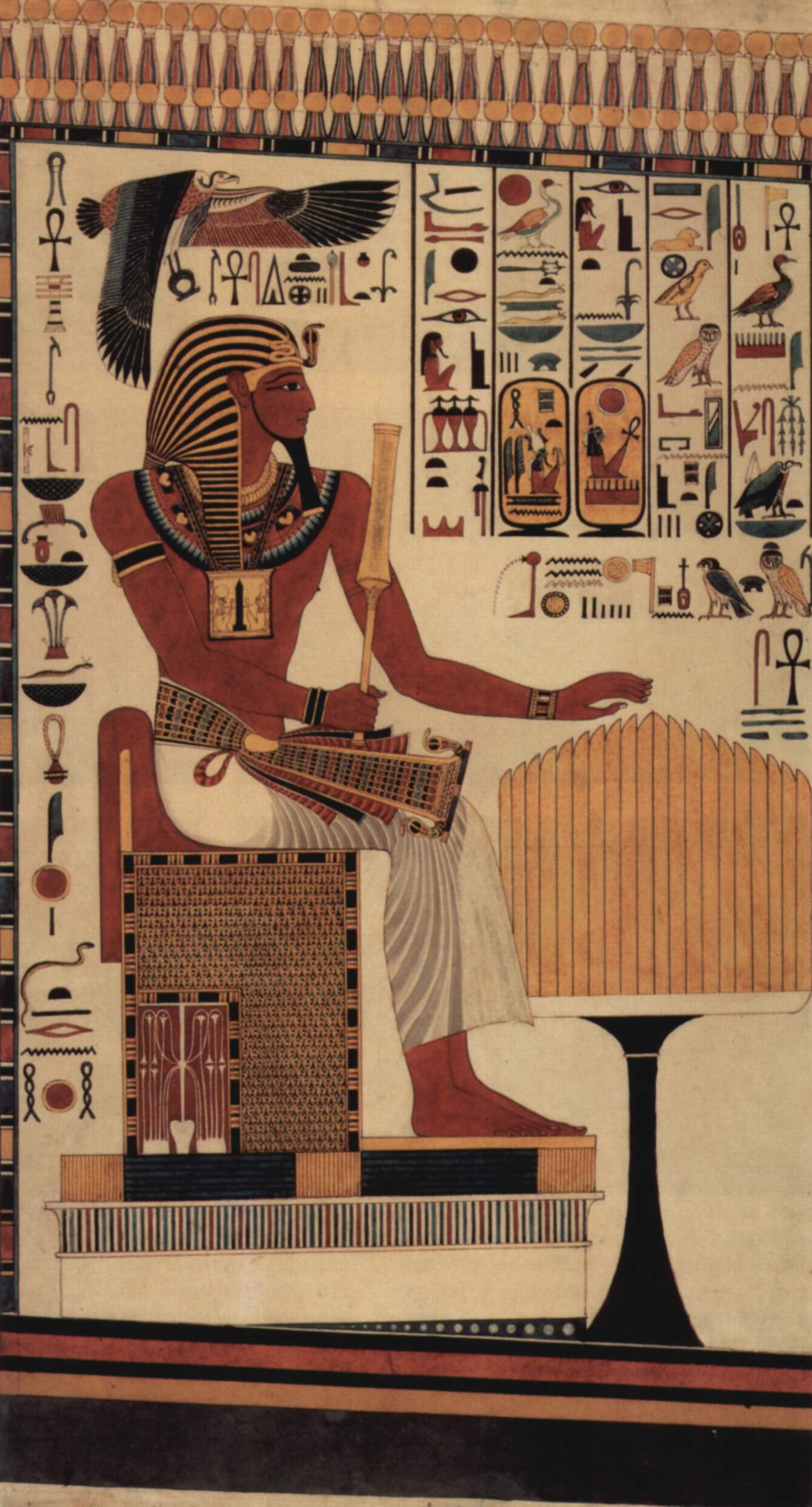
Tumba de Sethy I, quizás la más hermosa del Valle de los Reyes.

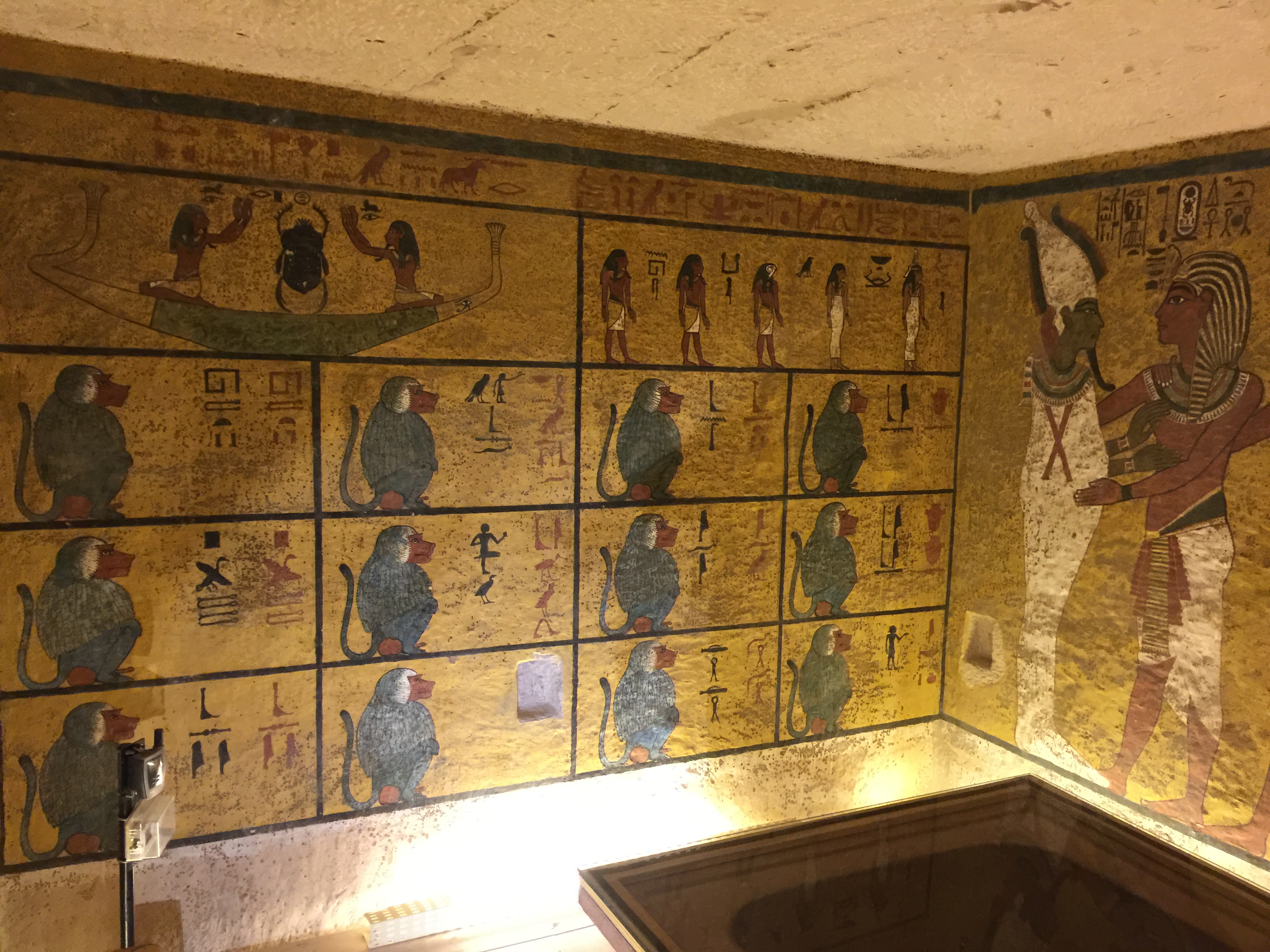
Tumba de Tutankamón, la más conocida de todo el Valle.

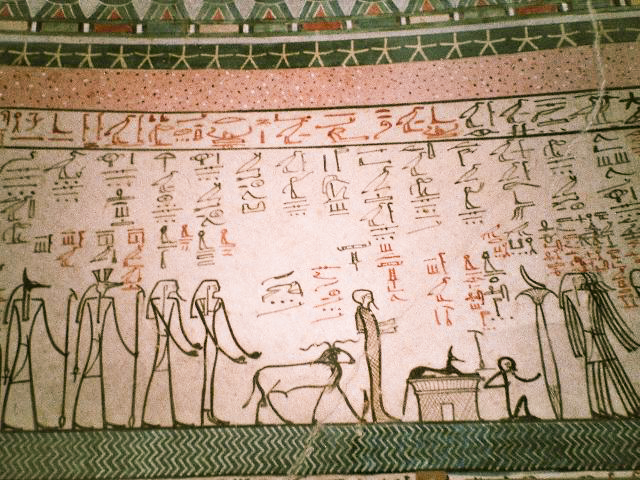
Tumba de Thutmose III, famosa por sus pinturas estilizadas.

Las tumbas de la dinastía XVIII han sido, en su gran mayoría, de las últimas en ser descubiertas. Esto se debe a lo bien que disimularon su entrada los constructores de tumbas, y a los escombros que cayeron en los umbrales con el paso del tiempo y así bloqueando las entradas. Aun así, que se sepa, tan solo dos de ellas (las tumbas 46 y 62, ambas de esta época) mantuvieron todos sus tesoros y ocupantes indemnes y a salvo de saqueadores. 
El Valle de los Reyes sufrió en tiempos de esta dinastía algunas tentativas de ser abandonado: se cree que Thutmose II construyó su tumba en otro lugar; Amenhotep III lo hizo en el Valle Occidental, alejándose de la tradición; e incluso Akenatón, al trasladar la capitalidad a Aketatón, su nueva ciudad construida en medio del desierto, diseñó una necrópolis en la moderna Tell el-Amarna. Es posible que omitiendo los motivos religiosos y políticos concernientes a Akenatón, los otros intentos fuesen debido a la aparición de los primeros saqueadores de tumbas, que ni siquiera los soldados reales y las guardias nocturnas podían evitar.

## Las dinastías XIX y XX
Sería con las nuevas dinastías cuando el Valle de los Reyes experimentaría un profundo cambio. Las tumbas pasarían a ser de diseño completamente recto (al contrario que las de la dinastía XVIII, donde suelen presentar acodamientos), y su entrada es mucho más fácil de descubrir que la de sus antecesores. Esto provocaría un gran aumento en los robos, y las tumbas ya bien conocidas desde la antigüedad serían precisamente las de esta época.
Pese a que Tebas perdió la capitalidad a favor de Pi-Ramsés, en el delta del Nilo, los reyes siguieron manteniendo la necrópolis y construyendo sus templos funerarios en la orilla occidental tebana. No obstante, las cosas estaban cambiando, y los monarcas cada vez se desentendían más de la antigua capital y los sacerdotes de Amón iban adquiriendo el control. A la par, Egipto se estaba debilitando, y el hambre y la pobreza comenzaban a hacer su aparición en las clases populares.
La incapacidad de muchos faraones, las tensiones con los sacerdotes y miembros de la nobleza local, el peligro de una invasión, así como la carestía acabarían por colapsar el Imperio Nuevo en el reinado del último gran faraón, Ramsés III. Fue entonces cuando se tuvo noticias de la primera huelga conocida de la Historia Universal, cuando los constructores de tumbas exigieron más comida y un salario mejor.
Los siguientes faraones de la dinastía XX, hasta Ramsés XI, poco o nada hicieron por cambiar la situación. Tebas se asfixiaba, y los temores que se preveían ya desde hacía siglos, se hicieron realidad: el Sumo Sacerdote de Amón se autoproclamó autónomo y, como un verdadero rey sin corona, se escindió del norte del país. Ramsés XI, que estaba construyendo su tumba en el Valle de los Reyes, nunca llegó a ocuparla. Tanto la necrópolis real como el Imperio Nuevo habían desaparecido, 430 años después del reinado de Thutmose I.
| G41 | G1 | Aa1 · D21 | O1 · O29 | Y1V | A50 | s | Z4 | Y1V | G7 | N35 | C11 | Z2s · N35 | M4 | M4 | M4 | t · Z2s · N35 | O29 · O1 · O1 | G7 | S34 | U28 | s | D2 · Z1 | R14 | t · t | N23 · Z1 · N35 | R19 | t · O49 | G7 |

| G41 | G1 | Aa1 · D21 | O1 · O29 | Y1V | A50 | s | Z4 | Y1V | G7 | N35 | C11 | Z2s · N35 | M4 | M4 | M4 | t · Z2s · N35 | O29 · O1 · O1 | G7 | S34 | U28 | s | D2 · Z1 | R14 | t · t | N23 · Z1 · N35 | R19 | t · O49 | G7 |

## El olvido
Los reyes de la dinastía XXI trasladaron la capital a Tanis, abandonando Tebas y dejando el Alto Egipto bajo el control de los Sumos sacerdotes de Amón, y el principal problema que tuvieron que atajar fue el de los ladrones de tumbas. La inestable situación del país, que ya nunca más volvería a ser un gran imperio, estaba provocando que bandas, cada vez más agresivas y menos temerosas de los castigos que pesaban sobre los saqueadores, robasen las tumbas y destrozaran las momias. El escándalo era tal que incluso había miembros de la administración local implicados en el robo de tumbas.
La prioridad era proteger la necrópolis más importante, el Valle de los Reyes, y así se hizo. El Sumo Sacerdote de Amón Pinedyem II ordenó trasladar las momias reales de sus tumbas a varios escondrijos para ponerlas a salvo. Ignoramos cuántos de estos escondrijos hubo, pero se han encontrado dos depósitos, en los que se hallaron las momias de casi todos los faraones del Imperio Nuevo, de algunos Sumos Sacerdotes, y de varios familiares. Estos hallazgos tan valiosos se produjeron en la tumba número DB320 de Deir el-Bahari y en la 35 del propio Valle de los Reyes.

## Redescubrimiento
Varias tumbas del Valle de los Reyes permanecieron abiertas desde la Antigüedad. Estas serían objeto de visita por parte de turistas griegos y romanos, que no dudaron en inscribir sus nombres  en las salas de tales tumbas, e incluso luego los cristianos habitarían en ellas, en el caso de algunos ermitaños coptos. Sería con la conquista de los musulmanes cuando el valle se sumió en el silencio, pues estos directamente lo ignoraron, considerándolo algo ajeno e innecesario.
Muy pocos viajeros europeos harían aparición en el Valle hasta la llegada de la expedición francesa de Napoleón en 1799, cuyo grupo de historiadores exploraría y cartografiaría el lugar por primera vez e incluso identificaría algunas tumbas que permanecían olvidadas, como la de Amenhotep III.
Poco después llegarían otros como Giovanni Battista Belzoni, Jean-François Champollion, Lepsius, Maspero y Carter, entre muchos otros. A largo de todo el siglo XIX y comienzos del XX comenzaban a descubrirse algunas tumbas reales y numerosos pozos funerarios que acrecentaban cada vez más el interés por la necrópolis y por Egipto en general. El hallazgo de tumbas tan bellas como las de Sethy I u Horemheb, de los escondrijos de las momias reales, o de la misteriosa tumba 55 crearon una verdadera fiebre en la que varios arqueólogos y acaudalados coleccionistas competían por el mejor hallazgo.
Sería en 1922 cuando el Valle de los Reyes desvelara su secreto mejor guardado, la celebérrima tumba de Tutankamón, el rey-niño de la dinastía XVIII. Llena de tesoros jamás soñados, es sin competidor posible, el hallazgo más importante de la arqueología del siglo XX, y el comienzo de la egiptomanía que aún se siente en la sociedad. Pero no sería el fin del Valle de los Reyes: aunque ya es muy improbable la existencia de una tumba de esas características escondida en el valle (sobre todo porque ya han sido hallados casi todos los faraones), comienza la labor documental. Ya no se excava en busca de tesoros, sino de información.

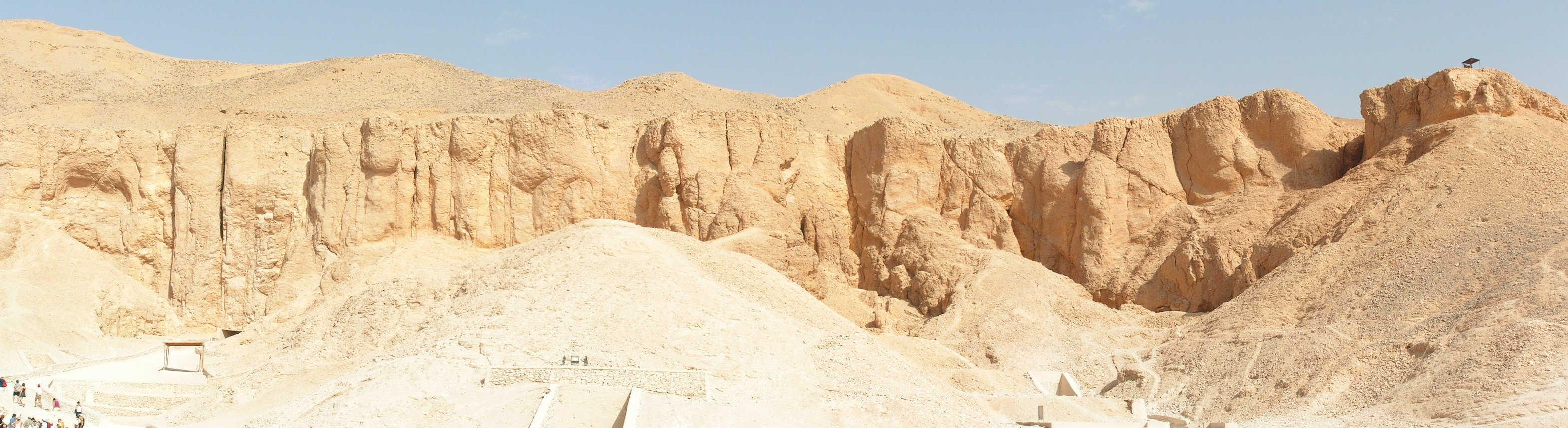
El Valle de los Reyes. Necrópolis tebana del Imperio Nuevo.

## El Valle hoy
El presente del Valle de los Reyes es el desescombro de algunas tumbas y el redescubrimiento de algunas que se han vuelto a perder desde el siglo XIX. Actualmente se están produciendo labores de restauración así como de facilitar el acceso a los turistas al lugar. No todas las tumbas están abiertas al público, pero sí las que despiertan mayor interés por sus bellísimas pinturas. Los sepulcros que más están dando que hablar hoy en día son, con diferencia, tres en especial.
- La tumba 5, que está siendo desescombrada, podría ser la más grande de todo el Valle. Las últimas investigaciones, así como el hallazgo de algunos cuerpos, parecen indicar que allí pudieron ser enterrados gran parte de los más de ciento cincuenta hijos del faraón Ramsés II el Grande, lo que le convertiría en la tumba colectiva más grande del mundo.

- La tumba 55, que aunque ya no tiene ningún secreto que mostrar, despertó el interés mucho tiempo, ya que se ignoraba la identidad del cuerpo hallado en ella y el verdadero destinatario del sepulcro. Tras la tumba de Tutankamón, es la que más ríos de tinta ha vertido. Se ha pensado que la Tumba 55 estaba destinada a la gran esposa real Tiy, pero que el cuerpo allí hallado podría pertenecer al faraón Ajenatón o a su corregente tan poco conocido, Semenejkara. Los análisis de ADN realizados en 2010 revelaron que, en efecto, los restos pertenecían al célebre rey hereje.

- La tumba 63 es una de las grandes esperanzas de la egiptología para poner algo de luz en el complicado periodo de los reinados de Ajenatón a Horemheb. Su hallazgo en 2005 demostró que los secretos del Valle de los Reyes aún no estaban agotados y el descubrimiento de varios sarcófagos (vacíos) mostró que se utilizó como un escondrijo de momias. Muy cerca se descubrió en 2012 la KV 64, que perteneció a una princesa de la XVIII dinastía; saqueada y tirados los restos de su moradora en un rincón, fue reutilizada en el siglo IX a. C. como tumba para una sacerdotisa cantora del templo de Karnak, cuyo sarcófago intacto con su momia reposaba al fondo de la cámara.

## Índice de tumbas
La siglas KV vienen a significar Kings Valley (el Valle de los Reyes), mientras que las siglas WV son de West Valley (el Valle Occidental o de los Monos). El orden de las tumbas fue dado por la fecha de su descubrimiento.
En los más de sesenta sepulcros, pozos, salas únicas o incluso simples hoyos encontrados en el Valle de los Reyes se encuentran casi todos los monarcas del Imperio Nuevo, pero también a reinas, príncipes e incluso, por privilegio especial, a nobles y a mascotas reales. No obstante, siguen existiendo faraones sin una tumba fija que les corresponda. Son las Tumbas reales que faltan en el Valle de los Reyes.

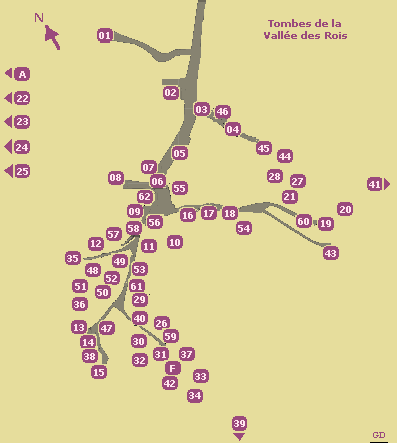
Tumbas del Valle de los Reyes: situación.

| Nombre | Ocupante | Época                  |
| ------ | --- | ---------------------- |
| KV1    | Ramsés VII, faraón                                                                                                   | Dinastía XX            |
| KV2    | Ramsés IV, faraón | Dinastía XX            |
| KV3    | Hijo de Ramsés III                                                                                                   | Dinastía XX            |
| KV4    | Ramsés XI, faraón | Dinastía XX            |
| KV5    | Hijos de Ramsés II                                                                                                   | Dinastía XIX           |
| KV6    | Ramsés IX, faraón | Dinastía XX            |
| KV7    | Ramsés II, faraón | Dinastía XIX           |
| KV8    | Merenptah, faraón | Dinastía XIX           |
| KV9    | Ramsés V y Ramsés VI, faraones                                                                                       | Dinastía XX            |
| KV10   | Amenmeses, faraón | Dinastía XIX           |
| KV11   | Ramsés III, faraón                                                                                                   | Dinastía XX            |
| KV12   | ¿? | Dinastías XVIII-XIX-XX |
| KV13   | Bay, canciller de Siptah                                                                                             | Dinastía XIX           |
| KV14   | Tausert y Sethnajt, faraones                                                                                         | Dinastías XIX-XX       |
| KV15   | Sethy II, faraón | Dinastía XIX           |
| KV16   | Ramsés I, faraón | Dinastía XIX           |
| KV17   | Sethy I, faraón | Dinastía XIX           |
| KV18   | Ramsés X, faraón | Dinastía XX            |
| KV19   | Mentuhirjopshef, hijo de Ramsés IX                                                                                   | Dinastía XX            |
| KV20   | Thutmose I y Hatshepsut, faraones                                                                                    | Dinastía XVIII         |
| KV21   | ¿? | Dinastía XVIII         |
| WV22   | Amenhotep III, faraón                                                                                                | Dinastía XVIII         |
| WV23   | Ay, faraón | Dinastía XVIII         |
| WV24   | ¿? | Dinastía XVIII         |
| WV25   | ¿Ajenatón?, faraón                                                                                                   | Dinastía XVIII         |
| KV26   | ¿? | Dinastía XVIII         |
| KV27   | ¿? | Dinastía XVIII         |
| KV28   | ¿? | Dinastía XVIII         |
| KV29   | ¿? | ¿?                     |
| KV30   | ¿? | Dinastía XVIII         |
| KV31   | ¿? | Dinastía XVIII         |
| KV32   | Tiaa, madre de Thutmose IV                                                                                           | Dinastía XVIII         |
| KV33   | ¿? | Dinastía XVIII         |
| KV34   | Thutmose III, faraón                                                                                                 | Dinastía XVIII         |
| KV35   | Amenhotep II, faraón                                                                                                 | Dinastía XVIII         |
| KV36   | Maiherpi, noble nubio de la corte de Thutmose IV                                                                     | Dinastía XVIII         |
| KV37   | ¿? | Dinastía XVIII         |
| KV38   | Thutmose I, faraón                                                                                                   | Dinastía XVIII         |
| KV39   | ¿Amenhotep I?, faraón                                                                                                | Dinastía XVIII         |
| KV40   | depósito de ajuares funerarios, momias y un enterramiento intruso posterior                                          | Dinastía XVIII         |
| KV41   | ¿? | Dinastía XVIII         |
| KV42   | Hatshepsut Meritra, esposa de Thutmose III, pero utilizada por Sennefer, alcalde de Tebas en tiempos de Amenhotep II | Dinastía XVIII         |
| KV43   | Thutmose IV, faraón                                                                                                  | Dinastía XVIII         |
| KV44   | ¿? | Dinastía XVIII         |
| KV45   | Userhat, noble del tiempo de Thutmose IV                                                                             | Dinastía XVIII         |
| KV46   | Yuya y Tuya, suegros de Amenhotep III                                                                                | Dinastía XVIII         |
| KV47   | Siptah, faraón | Dinastía XIX           |
| KV48   | Amenemopet, visir de Amenhotep II                                                                                    | Dinastía XVIII         |
| KV49   | ¿? | Dinastía XVIII         |
| KV50   | Animales (probables mascotas de Amenhotep II)                                                                        | Dinastía XVIII         |
| KV51   | Animales (probables mascotas de Amenhotep II)                                                                        | Dinastía XVIII         |
| KV52   | Animales (probables mascotas de Amenhotep II)                                                                        | Dinastía XVIII         |
| KV53   | ¿? | ¿?                     |
| KV54   | Almacén de la tumba de Tutankamon                                                                                    | Dinastía XVIII         |
| KV55   | Tiy, esposa de Amenhotep III y Ajenatón, su hijo                                                                     | Dinastía XVIII         |
| KV56   | Tumba de Oro, probable hijo de Seti II                                                                               | Dinastías XVIII-XIX    |
| KV57   | Horemheb, faraón | Dinastía XVIII         |
| KV58   | Depósitos de la tumba de Horemheb                                                                                    | Dinastía XVIII         |
| KV59   | ¿? | Dinastía XVIII         |
| KV60   | Sitra In, nodriza de Hatshepsut                                                                                      | Dinastía XVIII         |
| KV61   | Nunca fue usada | ¿?                     |
| KV62   | Tutankamón, faraón                                                                                                   | Dinastía XVIII         |
| KV63   | depósito para restos de ajuares funerarios                                                                           | Dinastía XVIII         |
| KV64   | descubierta en 2012; princesa de la XVIII dinastía con enterramiento intruso posterior                               | Dinastía XVIII         |
| KV65   | Entrada descubierta en julio de 2008; en 2019 se publicó que se trataba de un pozo de embalsamiento similar a KV54   | ----                   |

## Tumbas reales que faltan por descubrir en el Valle de los Reyes
En la actualidad algunos faraones cuyas tumbas aún no se han encontrado, dejan abierta la hipótesis de que aún estén por descubrir en algún lugar del Valle o de alguna necrópolis vecina. Estos son los casos que se plantean a continuación.

### Tumba de Ahmose I

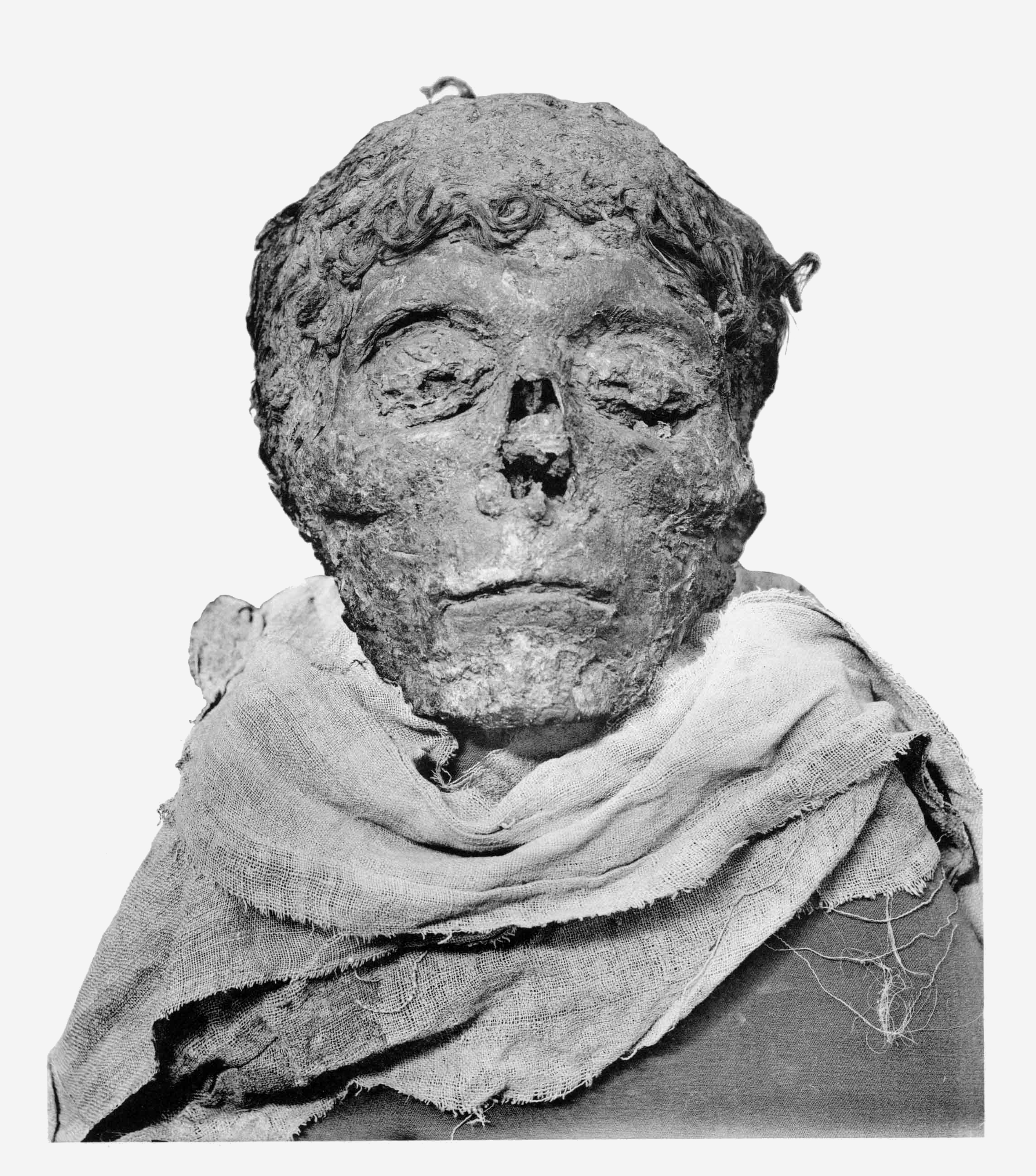
La momia de Ahmose fue encontrada en Deir el-Bahari, en DB320.

Ahmose I fue el fundador de la dinastía XVIII y un héroe nacional que consiguió, tras varios años de luchas, expulsar a los hicsos del país y volver a unificar las Dos Tierras (Egipto) bajo un único cetro. Fue este monarca el que convirtió a Tebas y al culto del dios Amón en símbolos de la resistencia.
Sin embargo, no ha llegado hasta el presente ninguna mención del lugar donde fue enterrado este faraón, ni tampoco acerca de dónde podría estar. Dado que su momia fue hallada en el escondite DB320 junto con la mayoría de los faraones del Imperio Nuevo, es posible que fuese enterrado también cerca de ellos, en el Valle de los Reyes, ya que fue uno de los dos inmediatos sucesores del fundador de la necrópolis. 
Si Ahmose no se hizo construir su tumba en el Valle de los Reyes, sin duda lo haría en la tradicional necrópolis de la familia, en Dra Abu el-Naga, peor conocida y que aún podría guardar este valioso secreto. Explicar la existencia de la momia de Ahmose en el refugio DB320 podría deberse a que más tarde su cuerpo fuera llevado a alguna tumba del Valle de los Reyes, o simplemente a que los sacerdotes que se encargaron de poner a salvo los cuerpos de los faraones también tuvieron en cuenta a los que no fueron enterrados en el Valle.

### Tumba de Amenhotep I
Siempre se ha tenido como fundador del Valle de los Reyes a Thutmose I, pero el hecho de que los constructores de tumbas divinizasen a su predecesor en el trono, Amenhotep I, y a la madre de este, la Gran Esposa Real Ahmose-Nefertari, hizo pensar que estos fundaron la hermandad de constructores y que incluso pudieron ser ellos los primeros enterrados en la necrópolis.
Todo lo referente a la tumba de Amenhotep I es un enigma, y actualmente hay dos candidatas bastante improbables: una es la anómala KV39 del Valle de los Reyes, situada muy lejos del resto de las tumbas y que cuenta con una planta muy diferente al resto de sus hermanas; y otra es AN-B, en Dra Abu el-Naga, que parece haber sido un enterramiento real, pero cuyas dimensiones no concuerdan con las descritas en el Papiro Abbott, que habla precisamente de la tumba de Amenhotep I. En realidad, ninguna de las dos concuerda, y es posible que aún se esté a la espera de hallar una tercera que reúna mejores cualidades.
Sea como fuere, es muy probable que Amenhotep I fuera enterrado junto a su madre, Ahmose-Nefertari, y tanto KV39 como AN-B podrían haber albergado un enterramiento doble. El lugar de entierro de madre e hijo tuvo que ser además bien conocido por los sacerdotes de la dinastía XXI, ya que ambas momias han sido también encontradas en DB320. El misterio de Amenhotep I, quien quizás pudo haber sido el fundador del Valle de los Reyes, sigue existiendo, y parece que por unos cuantos años más.

### Tumba de Thutmose II

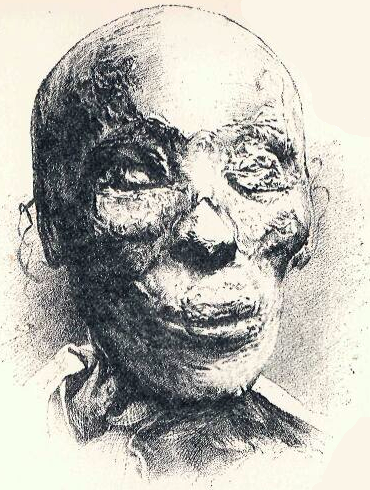
Cabeza de la momia de Thutmose II, también hallada en DB320.

Thutmose II es uno de los monarcas menos conocidos y que menos interés despierta de la dinastía XVIII, y hay quien le ve como un rey títere y efímero cuyo reinado simplemente sirve para separar el de Thutmose I y la famosa corregencia entre Thutmose III y Hatshepsut. Es tanto el desconocimiento que rodea a este rey que ni siquiera se sabía dónde pudo ser enterrado, aunque su momia se encontró en DB320.
Como en el caso de Amenhotep I, había algunas hipótesis y varias candidatas a ser la tumba de Thutmose II, pero ninguna acababa de convencer del todo a los expertos. Por un lado WN-A y DB358, en Deir el-Bahari y por otro KV42 en el Valle de los Reyes. Ninguna de éstas parece ser una sería posibilidad, y se estaba a la espera de nuevos descubrimientos. A fin de cuentas, parece algo demostrado: que KV42 estaría destinada a la reina Hatshepsut Meritra y quizás WN-A fuese la tumba del acantilado asignada a la reina de finales de la dinastía XVII, Ahmose-Inhapi.
Entonces, solo quedaría DB358, de planta muy irregular, pero que tiene un pozo funerario, algo que solo aparece en tumbas reales. De ser ésta la tumba de Thutmose II ¿por qué no fue enterrado en el Valle de los Reyes? Al ser el inmediato sucesor de Thutmose I, es posible que la costumbre de utilizar aquel lugar como la necrópolis oficial aún no estuviera asentada y, ya que parecía que Dra Abu el-Naga había sido definitivamente abandonada, tal vez Thutmose II optara por una más que modesta tumba en Deir el-Bahari.
Finalmente, se anunció en 2025 el hallazgo de la tumba en 2022, en el área, cercana al valle, de Uadi Gabbanat el-Qurud, también denominada WC-4.

### Tumba de Semenejkara
Es lógico que del monarca más enigmático y menos duradero de todo el Imperio Nuevo no se conozca ni siquiera el lugar de su tumba. Todo lo que rodea a Semenejkara, primero corregente de Ajenatón y después, por unos meses rey en solitario, son especulaciones y ni siquiera hay una tumba posible candidata a haber albergado su cuerpo.
Apenas se sabe quién fue este misterioso personaje (quizás ni siquiera fuera varón, y se tratase de la reina Nefertiti con atributos masculinos, a modo de una nueva Hatshepsut), y que su momia no ha sido aún identificada con seguridad ni ningún sepulcro parece corresponder a él. Se ha pensado que quizás fuera el destinatario de la tumba en la que después fue enterrado su sucesor Tutankamón (la KV62), o quizás tumbas que guardan mucho parecido con ésta como KV55 o KV56. No obstante, hay que remarcar la idea de que en ninguno de estos lugares se ha hallado ni un solo objeto que esté a su nombre.

### Tumba de Ramsés VIII
Mientras que se conocen todas las tumbas de la dinastía XIX, solo hay una que se desconoce en la actual lista referente a la XX: la del faraón Ramsés VIII. Son muy pocos los datos que han llegado de él: se sabe que era hijo de Ramsés III, que reinó durante poco más de tres años y que en tan corto espacio de tiempo no hizo nada que le mereciera pasar a la posterioridad. Así, no es de extrañar que ni siquiera se tenga alguna candidata a ser su tumba.
Al parecer, cuando este hombre no era más que un príncipe, muy alejado en cuanto a posibilidades de llegar a ser faraón, se hizo construir la tumba KV19 en el Valle de los Reyes. Por aquel entonces Ramsés VIII respondía al nombre del príncipe Sethirjopshef y cuando fue coronado tuvo que ver tan indigno su enterramiento que lo desechó, y se cree que planearía otro, el cual se desconoce. Las tumbas de la época ramésida (dinastías XIX y XX) tienen como factor común que son fáciles de descubrir debido a su entrada monumental, y sería una casualidad que aún no hubiera sido hallada una.
Ignorando la teoría de que Ramsés VIII abandonara el Valle de los Reyes, existe la hipótesis de que su tumba fuera finalmente usurpada por alguno de sus sucesores, y que el cuerpo del rey fuese enviado a otro lugar —la momia no se ha identificado entre las existentes en los dos escondrijos—, en el que no ha dejado ninguna huella. Ramsés VIII fue un monarca muy poco conocido, y no dejó pistas claras de su lugar de enterramiento, aunque es posible que el lugar definitivo de dicho enterramiento fuera QV43, una tumba del Valle de las Reinas en la que aparecieron restos con su nombre. Pero, de ser así, todavía se desconoce cuál fue el motivo para que Ramsés VIII decidiera cambiar de necrópolis.